# Ergasilus iheringi
Ergasilus iheringi is een eenoogkreeftjessoort uit de familie van de Ergasilidae. De wetenschappelijke naam van de soort is voor het eerst geldig gepubliceerd in 1942 door Tidd.